# Мануель Мурільйо Торо
Мануель Мурільйо Торо (ісп. Manuel Murillo Toro; 1 січня 1816 — 26 грудня 1880) — колумбійський державний і політичний діяч, двічі обіймав посаду президента Сполучених Штатів Колумбії.

## Біографія
Народився 1816 року в Чапарралі. Освіту здобував у Національному коледжі в Сен-Симоні. Потім вивчав медицину в Боготі, де познайомився з Вісенте Асуеро та Ліно де Помбо. Від 1837 року працював у Конгресі, під час «війни Вищих» був асистентом у кількох військових лідерів, які належали до Ліберальної партії. 1846 року був обраний до Палати представників.
За часів президентства Хосе Іларіо Лопеса (1849—1853) Мануель Мурільо очолював міністерство фінансів, пропагував свободу індустрії, брав участь у просуванні земельної реформи 1850 року. 1857 балотувався на пост президента Нової Гранади від Ліберальної партії, та програв кандидату від консерваторів Маріано Оспіні Родрігесу, випередивши при цьому іншого кандидата від лібералів — колишнього президента Томаса Сіпріано де Москеру. Того ж року було створено Суверенний штат Сантандер, і Мануеля Мурільйо було обрано його головою. 1859 року, втім, він залишив той пост заради крісла в Сенаті.
1863 року Мануель Мурільйо брав участь у Конвенції в Ріонегро, де було ухвалено нову Конституцію, а країну було перетворено на Сполучені Штати Колумбії. Вже в новій державі Мануель Мурільйо спочатку отримав посаду посла в Європі, потім — у США. 1864 року він вперше виграв президентські вибори.
Після завершення терміну президентських повноважень був обраний до Сенату. Коли 1867 року президент Москера розпустив Конгрес, Мурільйо було заарештовано. Після повалення Москери Мурільйо став членом Законодавчих зборів Кундінамарки, потім упродовж деякого часу був послом у США, ще пізніше — членом Верховного суду.
1872 року Мануель Мурільо знову виграв президентські вибори. В останній рік своїх повноважень заснував офіційне друковане видання, що нині має назву «Diario Oficial de la República de Colombia».
Після завершення другого президентського терміну, попри приналежність наступного президента, Сантьяго Переса Маносальви до іншої політичної партії, став послом у Венесуелі з дорученням врегулювати питання, що стосуються кордонів між двома країнами. Оскільки Мурільйо практично з усіх питань, що ставились венесуельським представником, мав протилежну думку, жодного договору підписати не вийшло. 1878 року Мурільйо знову був обраний сенатором, але 1880 року не брав участі у виборах через хворобу й невдовзі помер.